# Tirar l'art

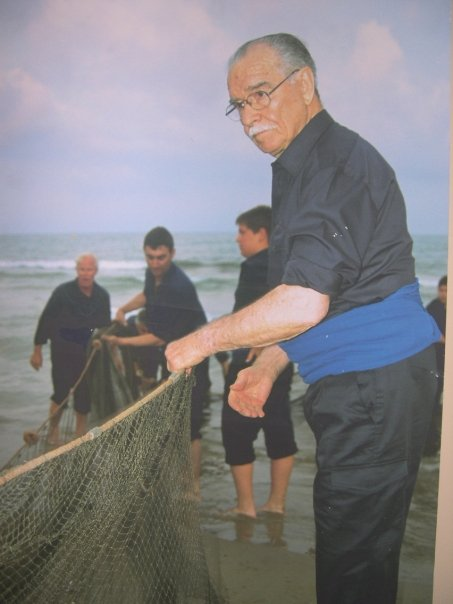
Pescadores de Salou
(Tarragona), localidad situada en la costa catalana, faenando mediante el antiguo método denominado Tirar l'art.

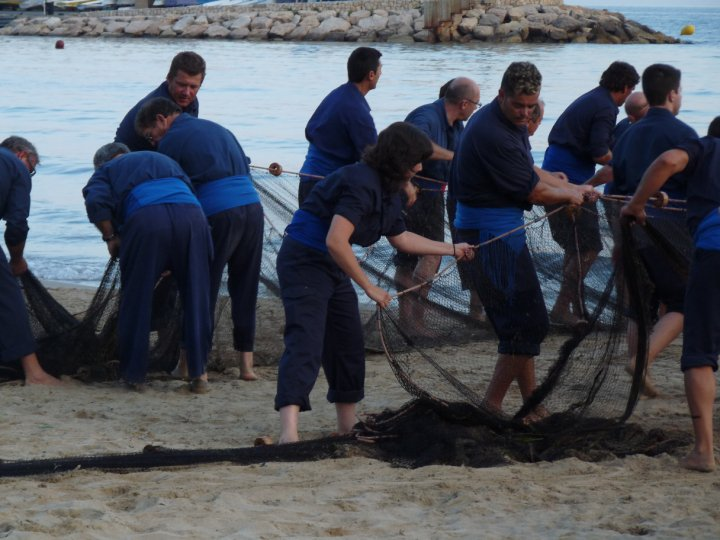
Pescadores salouenses recogiendo la red de este antiguo arte de pesca (2010).

"Tirar l'Art" (Tirar el arte, traducido al castellano) es un antiguo arte de pesca, un tipo de arrastre de playa, utilizado en numerosos municipios de la costa catalana, que actualmente está prohibido porque no discrimina entre especies. El primer documento que hace referencia a este arte data del año 1401 en el manuscrito llamado Les ordenacions sobre la pesca de l´any 1401-1414 ("Las ordenaciones sobre la pesca del año 1401-1414").

## Mecanismo
Solamente se podía llevar a cabo en playas con fondo arenosos, y se utilizaban dos pequeñas embarcaciones de remos, que transportaban la red de arrastre hacia el mar, y de cada barca descendían dos pescadores que transportaban manualmente los dos extremos de la red hacia la playa donde esperaba otro grupo de pescadores que muy pacientemente iban tirando coordinadamente de ella, hasta que pasados unos minutos quedaban las redes extendidas en la playa con toda la pesca conseguida.

## Historia
Habitualmente fue una pesca de subsistencia y no comercial ya que se conseguían pocas capturas que se repartían entre los 20 o 30 pescadores que se necesitaba para realizar esta práctica pesquera. Lo solían utilizar las familias más humildes entre otras causas por su dureza.

## Tradición
En algunas localidades catalanas aún se utilizan estas artes de pesca a modo de demostración histórica de como se pescaba tradicionalmente.
Es el caso de localidades como Calella (Barcelona), Lloret de Mar (Gerona), Blanes (Gerona) o Salou (Tarragona), en esta última se recrea varias veces al año el antiguo arte de pesca de Tirar l'Art, sobre todo en la "Calada de las Mallas de San Pedro",  efectuada por la "Sociedad de Pescadores de Santa María del Mar de Salou".